# Debbie Rowe
Deborah Jeanne "Debbie" Rowe, född 6 december 1958 i Spokane, Washington, är en amerikansk sjuksköterska som är mest känd för sitt äktenskap med den amerikanska musikern Michael Jackson. Hon var gift med Jackson från 15 november 1996 till 8 oktober 1999, och tillsammans har de barnen Michael "Prince" Joseph Jackson, född 13 februari 1997, och Paris-Michael Katherine Jackson, född 3 april 1998. 
Jackson och Rowe träffades på den klinik som Jackson ofta brukade besöka för att behandla sin hudsjukdom vitiligo. Han bjöd ut henne och de blev ett par, gifte sig och blev så småningom föräldrar.